# X́
Cette page contient des caractères spéciaux ou non latins. S’ils s’affichent mal (▯, ?, etc.), consultez la page d’aide Unicode.
X́ (minuscule : x́), appelé X accent aigu, est une lettre latine qui est utilisée dans la romanisation de l’avestique et dans le système de romanisation DIN 31635 pour le pachto. Elle a aussi été utilisée dans l’écriture de l’ingouche et du tchétchène dans les années 1920.
Elle est composée de la lettre X diacritée d'un accent aigu.

## Utilisation
Le X accent aigu a été utilisé dans l’écriture de l’ingouche avec l’alphabet latin dans les années 1920.

## Représentations informatiques
Le X accent aigu peut être représenté avec les caractères Unicode suivants :
- décomposé (latin de base, diacritiques) :

| formes    | représentations | chaînes de caractères | points de code | descriptions                                      |
| --------- | --------------- | --------------------- | -------------- | ------------------------------------------------- |
| capitale  | X́               | X◌́                    | U+0058 U+0301  | lettre majuscule latine x diacritique accent aigu |
| minuscule | x́               | x◌́                    | U+0078 U+0301  | lettre minuscule latine x diacritique accent aigu |